# Benedikt von Nursia

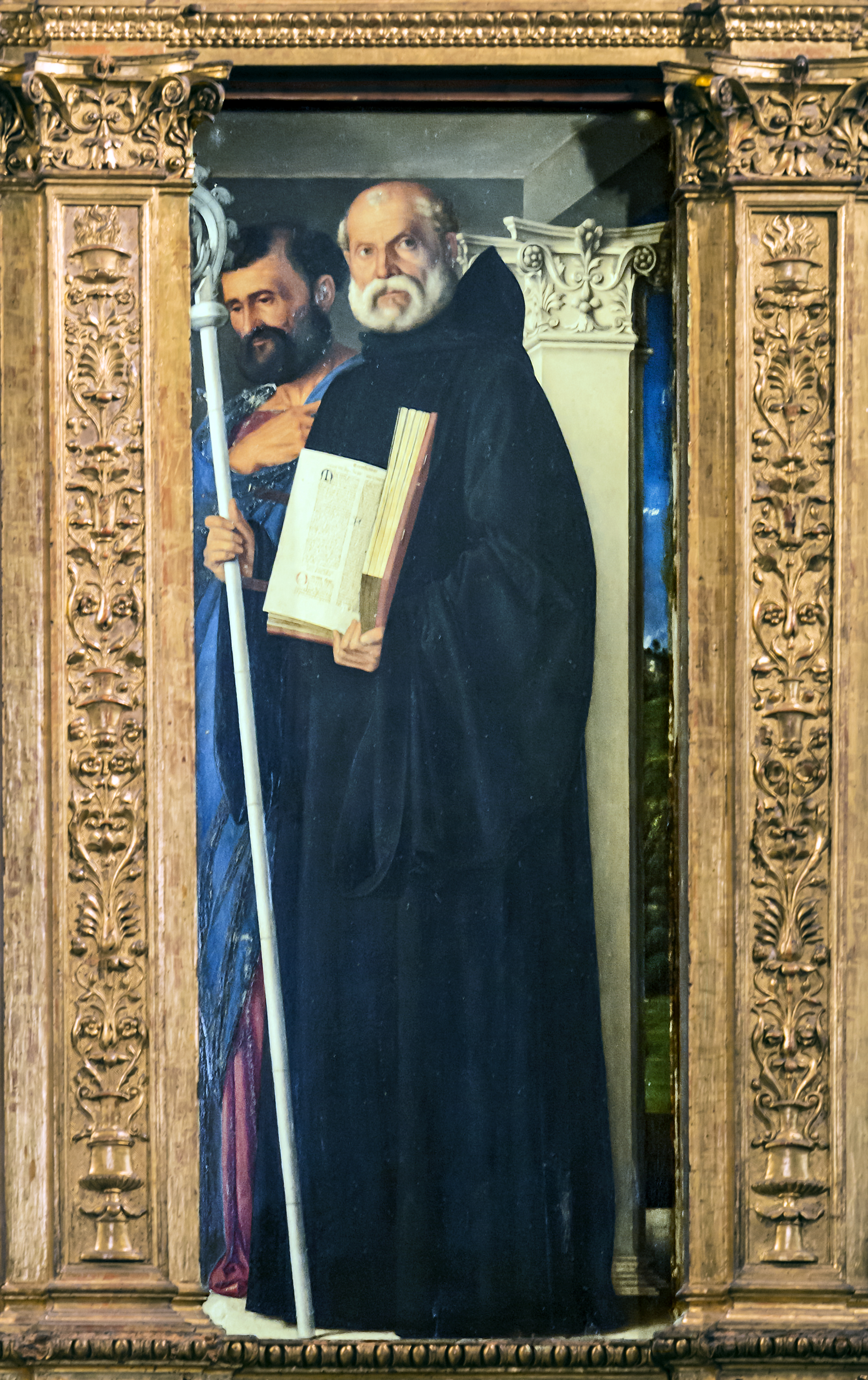
Giovanni Bellini: Benedikt von Nursia, Santa Maria Gloriosa dei Frari, 15. Jahrhundert

Benedikt von Nursia (italienisch Benedetto di Norcia; * um 480 in Nursia, heute Norcia bei Spoleto in der Provinz Perugia, im umbrischen Apennin; † 21. März 547 auf dem Monte Cassino) war ein Einsiedler, Abt und Ordensgründer. Er lebte in der Zeit des Übergangs von der Spätantike zum Frühmittelalter. Um 529 gründete er die Abtei Montecassino bei Neapel in einem Apollotempel, die als Stammkloster der Benediktiner (heute lateinisch Ordo Sancti Benedicti, OSB) gilt. Auf Benedikt geht das nach ihm benannte benediktinische Mönchtum zurück, dessen Regel – die Regula Benedicti – von ihm um 540 zusammengestellt wurde. In der orthodoxen, armenischen und katholischen Kirche wird er als Heiliger verehrt, auch in der evangelischen, anglikanischen und altkatholischen Kirche gilt er als bedeutender Glaubenszeuge.

## Quellenlage

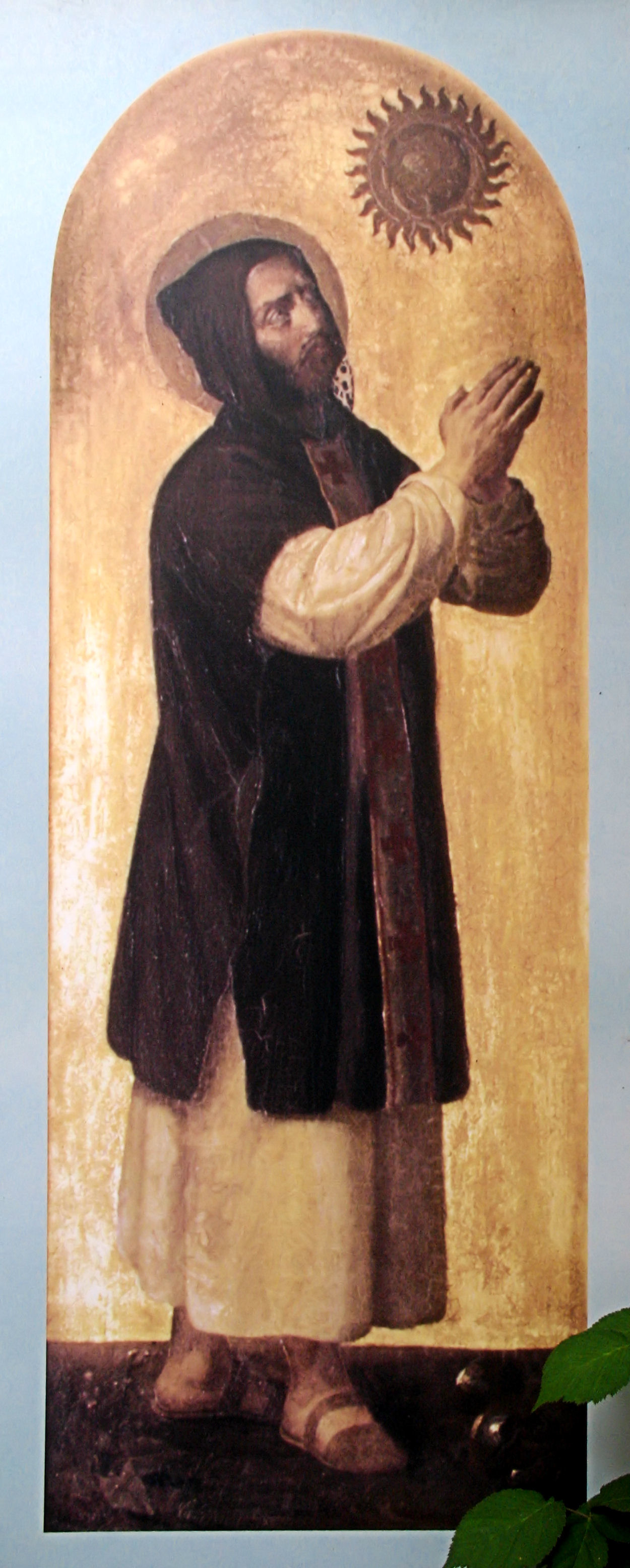
Moderne Darstellung Benedikts von Nursia

## Leben

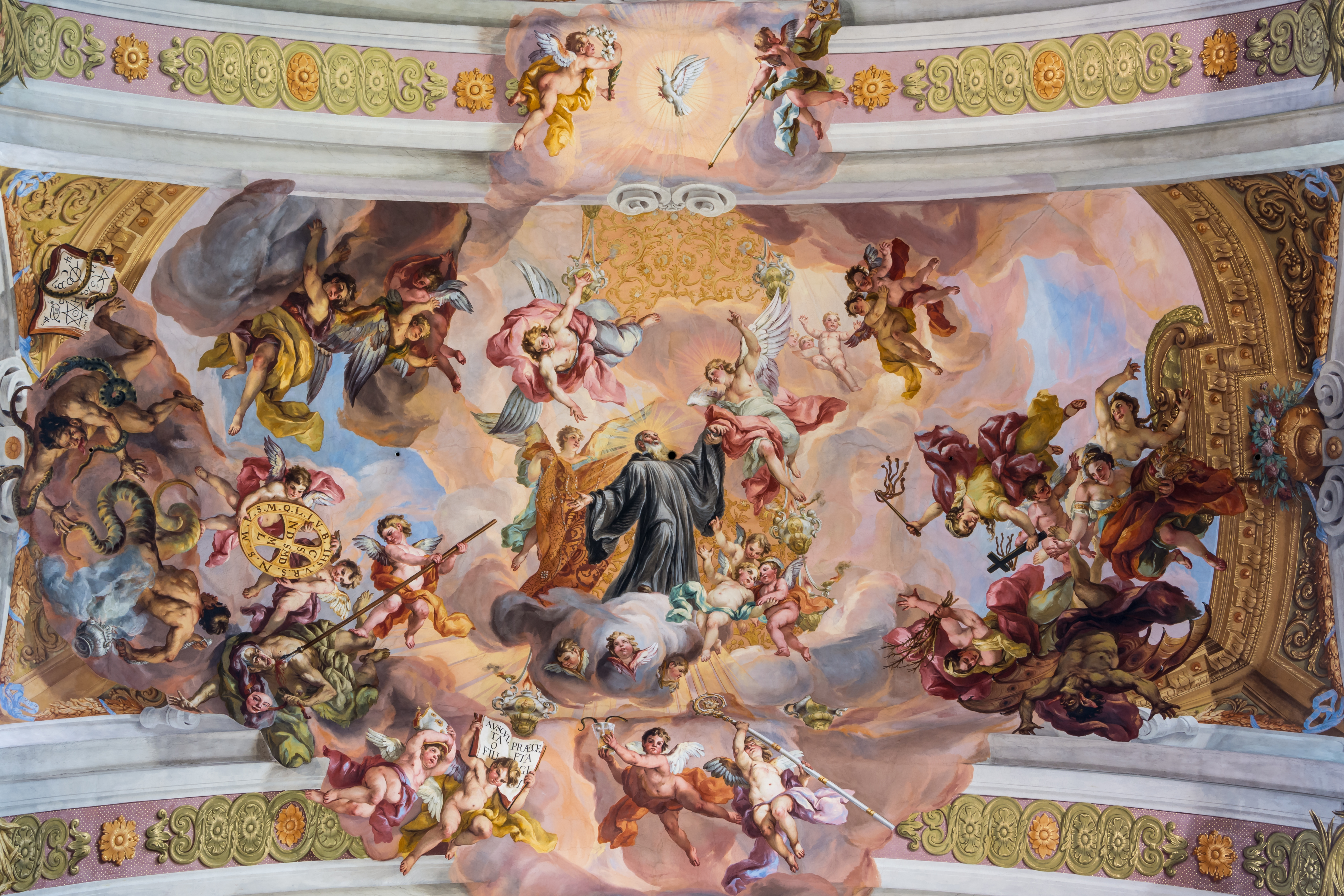
Via Triumphalis des hl. Benedikt – Deckenfresko der Stiftskirche Melk von Johann Michael Rottmayr (1722)

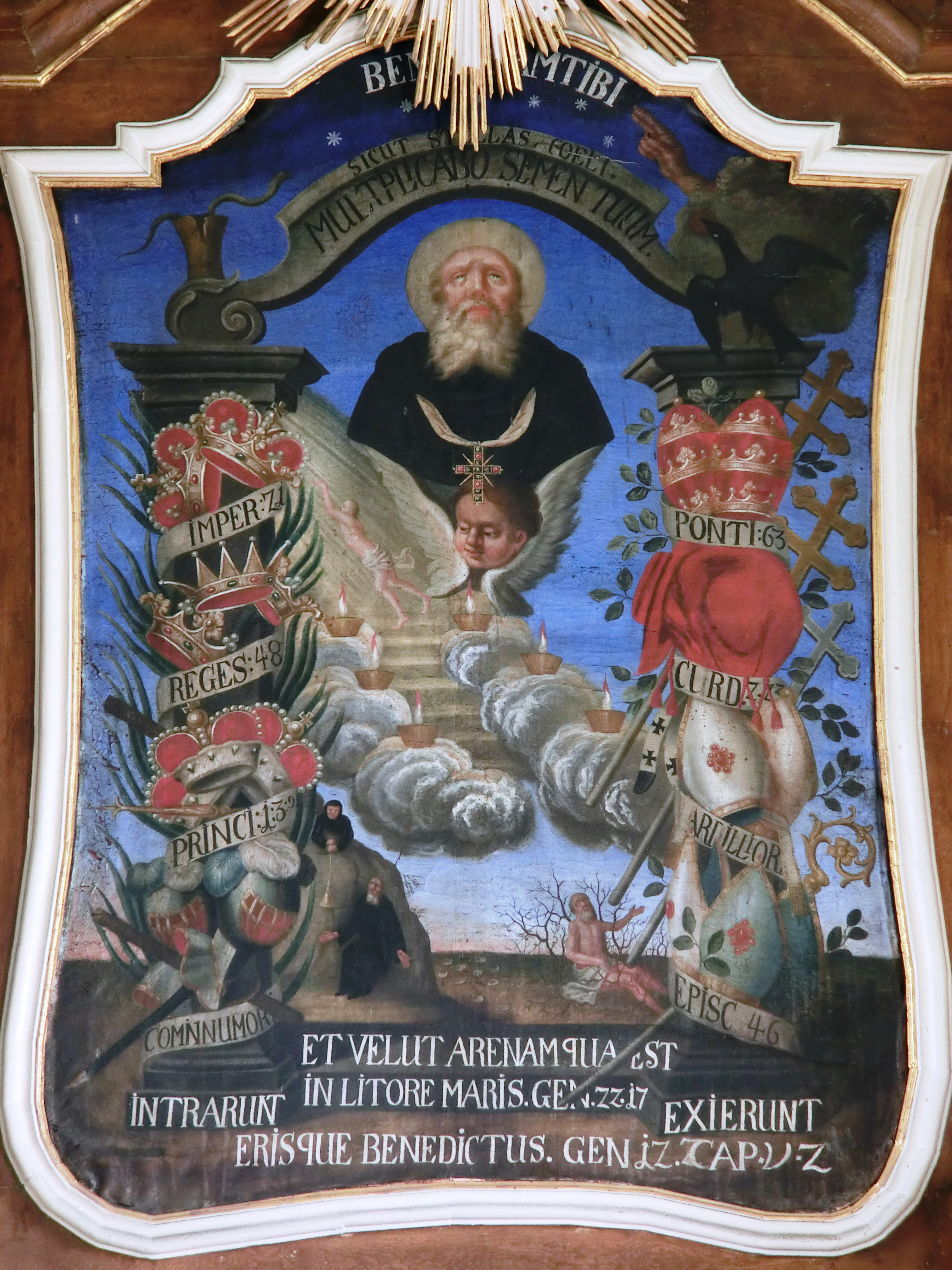
Glorie des hl. Benedikt – Hochaltarbild in der Pfarrkirche St. Peter und Paul in Villmar von Johann Georg Schamo (1762) mit Szenen aus der Vita des Heiligen.

## Verehrung

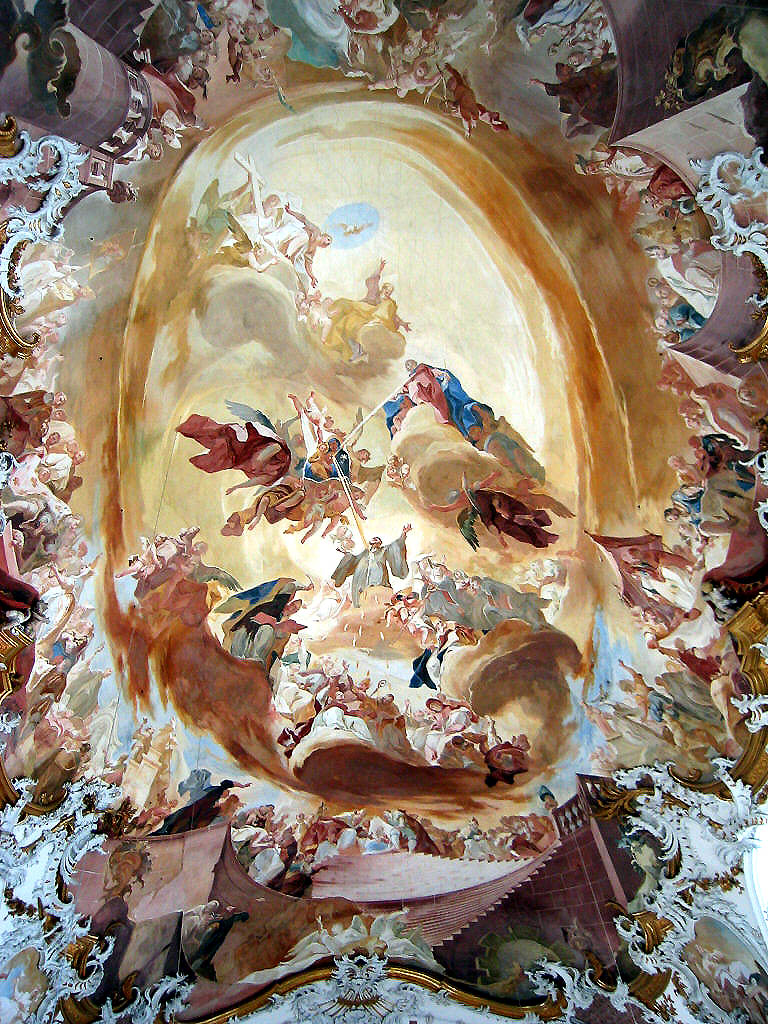
Verzückung des hl. Benedikt (Deckengemälde im Münster Zwiefalten)